# Ур

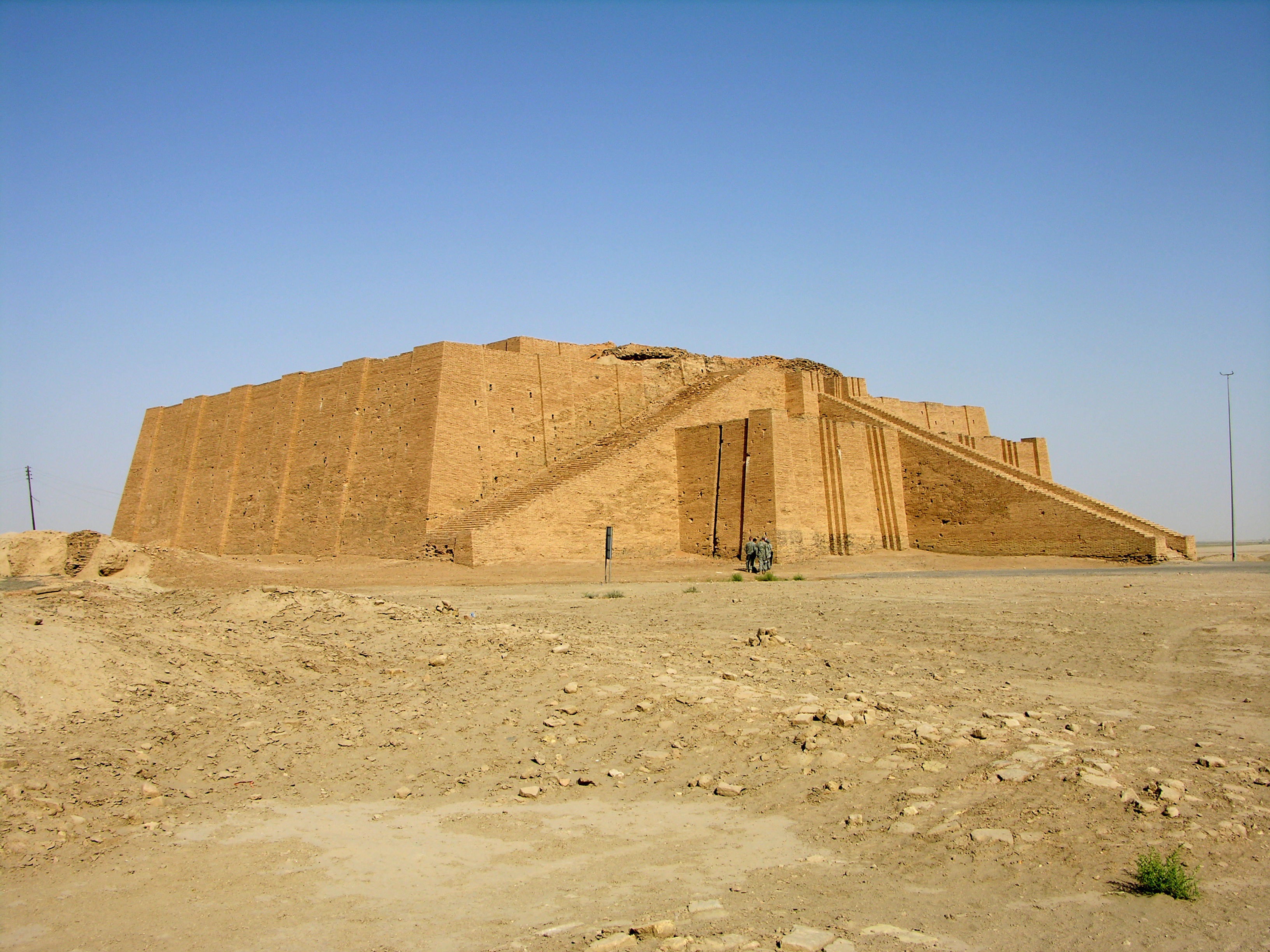
Зикурат царя Ур-Намму в Урі, кінець 3-го тис. до н. е.

Вигляд Ура через Царські могили з Великим Зиґґуратом позаду, 17 січня 2004

Ур (шум. Urim; логограма: 𒋀𒀕𒆠 URIM2KI або 𒋀𒀊𒆠 URIM5KI; акк. Uru) — стародавнє столичне місто в південному Межиріччі.
У Біблії згадується, що з Ура Халдейського походив Авраам — батько ізраїльського й арабського народів, друг Божий, батько віри.
Спочатку знаходилось біля гирла річок Євфрат і Тигр на березі Перської затоки. Через відхід моря залишки розташовані далеко на суші на південь від Євфрату, на його правому березі біля міста Насирія.
Збереглися залишки зикурату — храму шумерського бога місяця Нанна, спорудженого приблизно у XXI століття до н. е.

## Історія Ура
Витоки заснування міста йдуть в 5-те тисячоліття до н. е. Епоху розквіту Ура відносять приблизно до початку 3-ого тисячоліття до н. е., це так званий Ранній династичний період (3000 — 2400 до н. е.). У XXIV–XXII ст. був підпорядкований сусіднім містам-державам. Після певного занепаду Ур знову розквів під час правління 3-ї династії Ура в XXI столітті до н. е., ставши столицею «царства Шумера і Аккада». Засновник цієї династії — Ур-Намму — побудував величезний зикурат, який прославляє Нанну, бога Місяця і видав судебник (збереглися фрагменти).
У 3-му тисячолітті до н. е. місто-держава (так звана 1-а династія Ура), в XXI ст. до н. е. столиця Шумеру та Аккаду (3-я династія Ура). Храми, зикурати, некрополь часу 1-ї династії, у тому числі 16 так званих царських гробниць — кам'яних склепів з дромоса; людські жертвоприношення (до 74 осіб), колісниці, зброя, золоті прикраси, дорогоцінне начиння та інше. Оборонні стіни, гавані, зикурати, храми, палац, мавзолей, написи, клинописні архи, кам'яна скульптура, циліндричні печатки та інше періоду 3-ї династії.
У період 3 етапу Ранньодинастичного періоду в Урі правила I династія лугалів. Перелік їхніх імен в «Царському списку» рясніє пропусками і помилками. За справжніми записами відомо 6 імен цієї династії. Список називає тільки 4 з них і додає ще, можливо помилково, деякого Балулу. Про могутність і багатство першої династії Ура свідчать царські гробниці, знайдені в цьому місті. Багатство Урських лугалів було засновано не тільки на захопленні ними храмової землі (про що ми можемо здогадуватися за деякими непрямими даними), а й на торгівлі.
Ур продовжував залишатися важливим шумерським містом в епоху вавилонського періоду. В IV столітті до н. е. місто було покинуте жителями, що в ньому залишилися, імовірно через зміни клімату.